# NS 2000 (diesellocomotief)

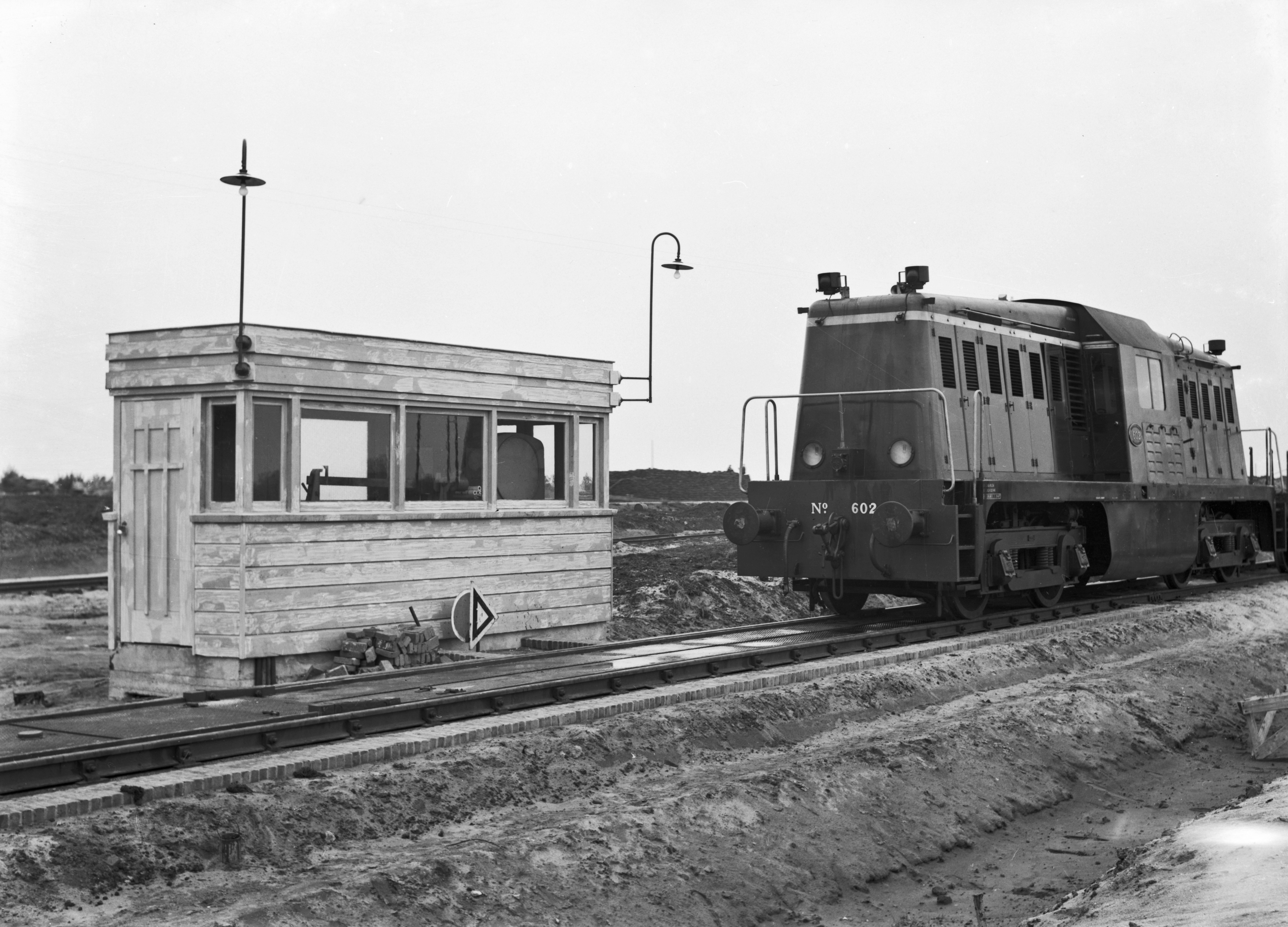
Locomotief 602 op de weegbrug te Schoonebeek (NAM-spoorlijn); 1947.

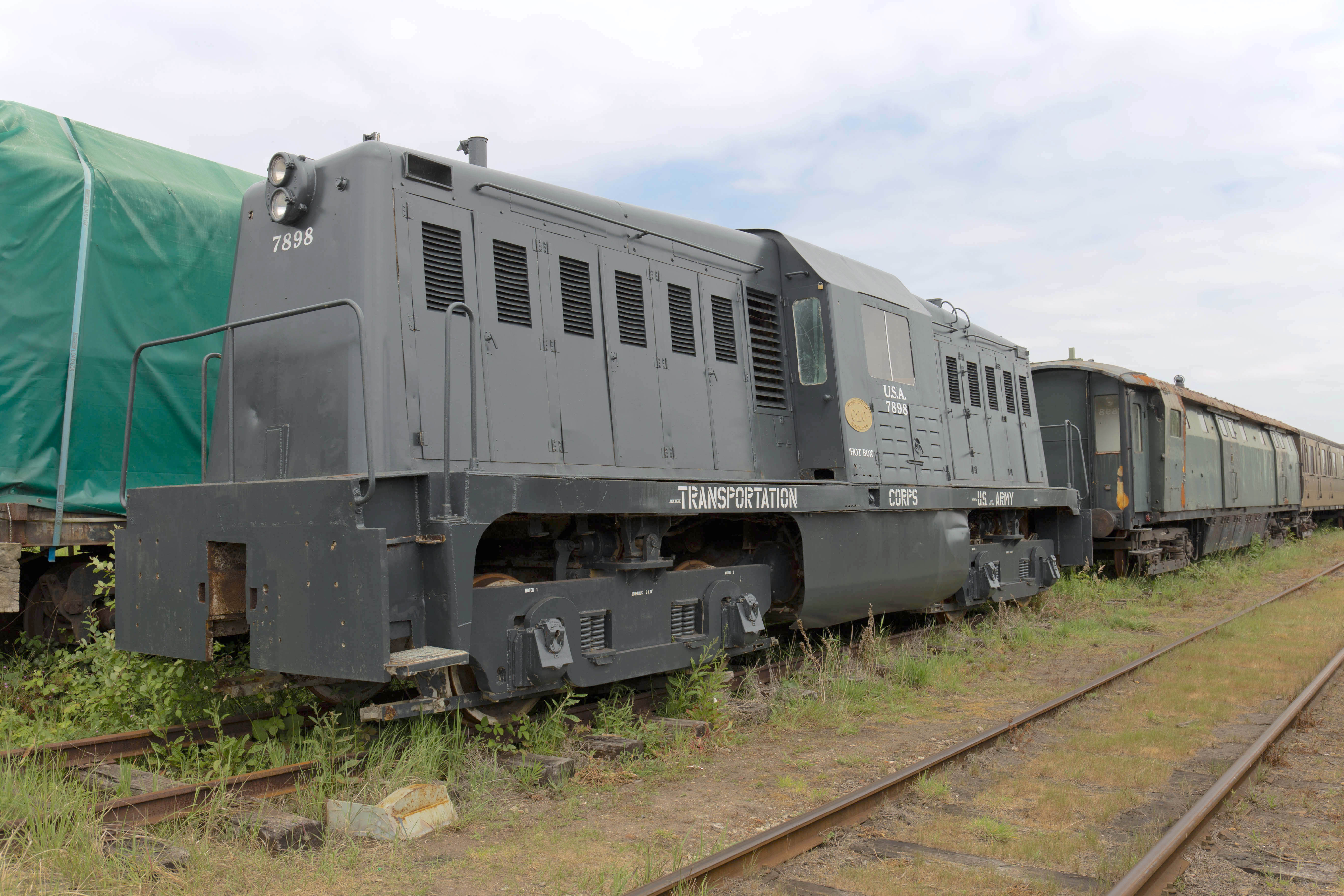
De door Stoomtrein Goes - Borsele geimporteerde lokomotief kreeg het nummer 620.

De NS-locserie 2000 is een serie dieselelektrische locomotieven die tussen 1946 en 1960 werd ingezet door de Nederlandse Spoorwegen.

## Geschiedenis
Met de komst van het Amerikaanse leger naar Europa in de Tweede Wereldoorlog kwamen er ook Amerikaanse diesellocs mee. Hieronder waren vierassige locomotieven gebouwd door de Whitcomb Locomotive Works van het type 65-DE-19A, met motoren van de Buda Company. In 1943-1944 werden er voor het US Army Transportation Corps meer dan honderd naar Europa verscheept.
Na het einde van de oorlog werd een groot aantal hiervan vanuit een legerdump bij Parijs verkocht. De NS kocht 20 exemplaren die in 1946 in Nederland arriveerden. Een werd onderdelenleverancier en de serie kregen de nummers 601-619 en 620. De reden dat men deze locomotieven de nummers in de 600 reeks toebedeeld had was dat de twee Buda motoren bij elkaar een vermogen van 600 pk leverden. In 1946-1947 werden er elf in dienst gesteld en in het volgende jaar nog eens zeven. De groen geschilderde locs werden vanuit depot Zwolle ingezet voor goederentreinen in het oosten des lands. Ze waren vanaf 1946 actief in het vervoer van olietreinen van Schoonebeek naar Zwolle, maar doordat de olietreinen steeds zwaarder werden werd deze taak vanaf 1947 tijdelijk overgenomen door stoomlocs uit de serie NS 3400. Vanaf 1953 werden de olietreinen opnieuw door deze serie gereden, maar nu door twee locs. Omdat de 2000-en niet beschikten over een installatie voor treinschakeling gebeurde dat in voorspan, waarbij iedere loc door een machinist werd bediend.
Omdat er veel problemen waren met defecte motoren werden deze vervangen door Nederlandse motoren. In 1953 werden er Thomassen-motoren van een ontwerp uit 1940 ingebouwd. Voor deze verbouwing werden de locs na zeven jaar in 2001-2019 vernummerd, de overgebleven loc (zonder nummer) werd afgevoerd naar het sloopbedrijf.

## Buitendienststelling
In 1955 verhuisden de locomotieven naar depot Amsterdam Watergraafsmeer. Toen er enkele jaren later voldoende nieuwe 2200-en beschikbaar waren, werden de 2000's in 1958 en 1960 afgevoerd. Er zijn in Nederland geen locs bewaard gebleven.
In de Verenigde Staten bevinden zich nog enkele locomotieven van dit type bij onder meer de Wanamaker, Kempton and Southern Railroad. Ook zijn er nog een aantal kleinere exemplaren actief in Italië bij de FS onder de serienamen Ne 120 en D 143.

## Museumlocs
Omdat de wens bestond om in Nederland (weer) over een NS 2000 te beschikken, hielden vrijwilligers van de Stoomtrein Goes - Borsele in 2017 een geldinzamelingsactie om een type 'NS 2000'-diesellocomotief vanuit de Verenigde Staten naar Nederland te halen. De loc werd compleet en met twee Cumminsmotoren overgenomen van de Lehigh Cement-fabriek in Mason City, waar deze tot 2005 dienst had gedaan. Op 7 november 2017 kwam loc USATC 7989 (bouwjaar 1943) in de Antwerpse haven aan. Het was de derde keer dat deze locomotief de oceaan overstak. De locomotief werd vervolgens naar het museumterrein van de SGB in Goes vervoerd, waar zij op een apart opstelspoor werd geplaatst. De loc was tot en met de bevrijdingsfeesten in 2020 te zien in de kleurstelling zoals deze locomotieven in 1944 in Frankrijk aan land kwamen. Het was de bedoeling dat de locomotief na 2020 met het nummer 620 rijvaardig gemaakt zou worden en de toenmalige NS-kleurstelling zou krijgen. Omdat er geen originele draaistellen meer onder de loc zaten, legden medewerkers van de SGB de hand op originele, in goede staat verkerende draaistellen van een Italiaanse Whitcomb.
Op 5 mei 2018 werd bekendgemaakt dat er een tweede Whitcomb naar Nederland kwam, en wel naar de Veluwsche Stoomtrein Maatschappij. De loc werd overgenomen van een (reeds gesloten) staalfabriek in Buffalo in de staat New York. Het transport begon op 2 april, waarna de locomotief op een kuilwagen per trein naar de haven van Newark werd gebracht en vervolgens per schip naar Zeebrugge ging. Per vrachtauto ging de loc op 29 mei 2018 vervolgens naar Loenen, waarna deze door loc 2299 naar Beekbergen werd gesleept. De machine werd uiterlijk in de NS-uitvoering teruggebracht en kreeg het hierbij nummer 2019.